# California (film 1927)
California è un film muto del 1927 diretto da W. S. Van Dyke e interpretato da Tim McCoy e Dorothy Sebastian. McCoy, ufficiale di valore diventato brigadiere generale a 28 anni, fu uno dei volti più noti del cinema western degli anni trenta. Qui è al suo quarto film.
Nel film appare il personaggio di Kit Carson, celebre guida la cui figura ispirò numerose opere cinematografiche.

## Trama
Nel 1846, durante la guerra messico-statunitense, il capitano dei marines Gillespie viene inviato nella California del sud per assistere il generale di brigata Stephen W. Kearny. Lì, conosce la bella Carlotta del Rey, la figlia di un ricco possidente messicano e se ne innamora.
Le forze statunitensi raggiungono la loro destinazione guidate da Kit Carson, esploratore e guida. Lo scopo della presenza dei militari è quella di occupare i territori per farli entrare a far parte degli Stati Uniti. Le forze messicane e quelle USA entrano in contatto e la battaglia che ne segue viene vinta dai soldati di Kearny. Gillespie ora è libero di sposare Carlotta.

## Produzione
Il film fu prodotto dalla Metro-Goldwyn-Mayer (MGM) con un budget stimato di 80.000 dollari.

## Distribuzione
Distribuito dalla Metro-Goldwyn-Mayer (MGM), uscì nelle sale cinematografiche degli Stati Uniti il 7 maggio 1927.